# LifeType
LifeType es una plataforma de código abierto para crear blogs que resulta ideal para crear varios blogs y usuarios con una sola instalación. Está escrita en PHP y usa MySQL para la base de datos.
LifeType empezó como un proyecto para crear una poderosa y flexible plataforma tanto para usuarios como desarrolladores de blogs. Fue construido con la intención de tener una arquitectura escalable y que mantuviera lo más liviano posible, la parte central del programa y de esta manera asegurar un motor de publicación eficiente y rápido.
LifeType es una solución para dueños de sitios que requieran un servicio de múltiples blogs y usuarios, también permite la creación de un solo blog para un solo usuario otorgándole un fácil ambiente de publicación.
LifeType ofrece soporte para la creación de múltiples blogs y usuarios con una sola instalación. Cada blog puede funcionar con su propio idioma y puede tener su propia plantilla ajustable vía un poderoso motor de plantillas.
LifeType es el único sistema en su tipo, que tiene integrado un mecanismo antispam basado en técnicas de filtrado bayesiano.
La administración y subida de imágenes y archivos, búsqueda integrada, uso de URLs amigables con soporte para subdominios y una área de administración de fácil uso son algunas de las características destacables de LifeType.
Los webmasters apreciaran lo fácil que es configurar un sitio basado en LifeType que permite a los usuarios crear y administrar sus propios blogs en cuestión de minutos.
LifeType permite el soporte automático de subdominios siempre y cuando este instalado en un servidor compatible.
Los diseñadores gráficos estarán complacidos con el flexible motor de plantillas y los desarrolladores podrán ver como LifeType hace sencillo el añadir funciones gracias a su poderoso plugin framework.
El API de LifeType es fácil de entender y los plugins desarrollados por la comunidad contribuyen a hacer LifeType más valiosos como sistema para crear blog.

## Características
- Varios blogs con una sola instalación, puede usarse para alojar comunidades de blogs
- Se puede usar subdominios para cada blog
- Varios usuarios por Blog
- Administrador de recursos integrado Podcasting* Sistema de plugin para añadir funcionalidad
- Protección Antispam como son: bayesian spam filter, moderación de comentarios, Captcha, validación de trackback
- Traducción a varios idiomas (inglés, español etc)
- XMLRPC
- Publicación desde celular (moblogging)